# Sainte Jeanne (pièce de théâtre)
Pour les articles homonymes, voir Sainte Jeanne.
Sainte Jeanne (Saint Joan en anglais) est une pièce de théâtre de George Bernard Shaw publiée en 1924, puis rééditée en 1939. Pièce en un acte, six scènes et un épilogue, elle porte sur les dernières années de Jeanne d'Arc, de 1429 à 1431. L'épilogue est situé en 1456.

## La pièce
Le texte de la pièce est précédé d'une longue préface de l'auteur où il aborde de nombreux thèmes relatifs au personnage de Jeanne d'Arc, à l'Église catholique, au théâtre...

### Scène 1: Château de Vaucouleurs, 1429
Robert de Baudricourt est furieux contre son intendant car ses poules ne pondent plus. Le malheureux lui affirme que c'est parce qu'il refuse de recevoir une paysanne qui demande à le voir avec insistance.
Le capitaine de Vaucouleurs reçoit donc Jeanne, manque de s'étrangler en apprenant le motif de sa visite puis, s'apercevant qu'elle a convaincu non seulement son intendant mais aussi tous les hommes d'armes qui composent la garnison du château, finit, après une discussion où il a constamment le dessous, par lui accorder tout ce qu'elle demande.
Comblée, la Pucelle vide les lieux tandis que les poules recommencent à pondre « comme des enragées ». Le terrible Robert de Baudricourt ne peut que se signer en s'exclamant : « Elle était bien une envoyée de Dieu. »

### Scène 2: Dans la salle du trône au Château de Chinon, en Touraine, le 8 mars 1429
L'archevêque de Reims et La Trémoille, principal ministre (et créancier) du dauphin Charles, tentent vainement d'empêcher le souverain de recevoir Jeanne. L'archevêque, davantage sceptique que les autres face aux miracles, s'oppose avec véhémence à cette rencontre tandis que le féroce soudard La Hire en défend le principe. Finalement, il est décidé de dissimuler Charles au milieu de ses courtisans tandis que le sinistre Gilles de Rais se fera passer pour le dauphin, démontrant ainsi que la Pucelle n'est pas guidée par Dieu.
Reçue, Jeanne reconnaît Charles et, lors d'un entretien seul à seul, parvient à lui rendre courage et se fait octroyer le commandement de l'armée, dont elle rétablit aussitôt le moral :
« Qui est pour Dieu et sa Pucelle ? Qui vient à Orléans avec moi ?

— À Orléans ! À Orléans ! »

Conception des costumes par Charles Ricketts, 1924.
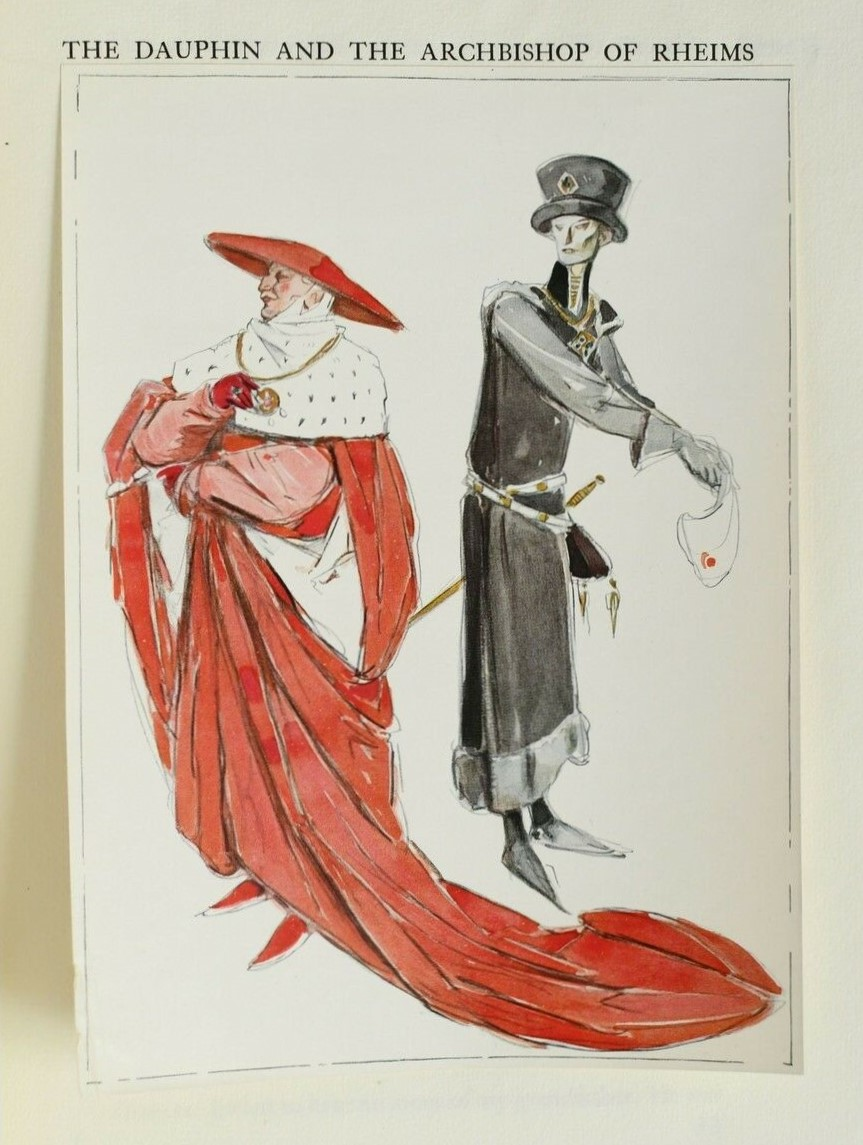
Charles VII et l'archevêque de Reims.
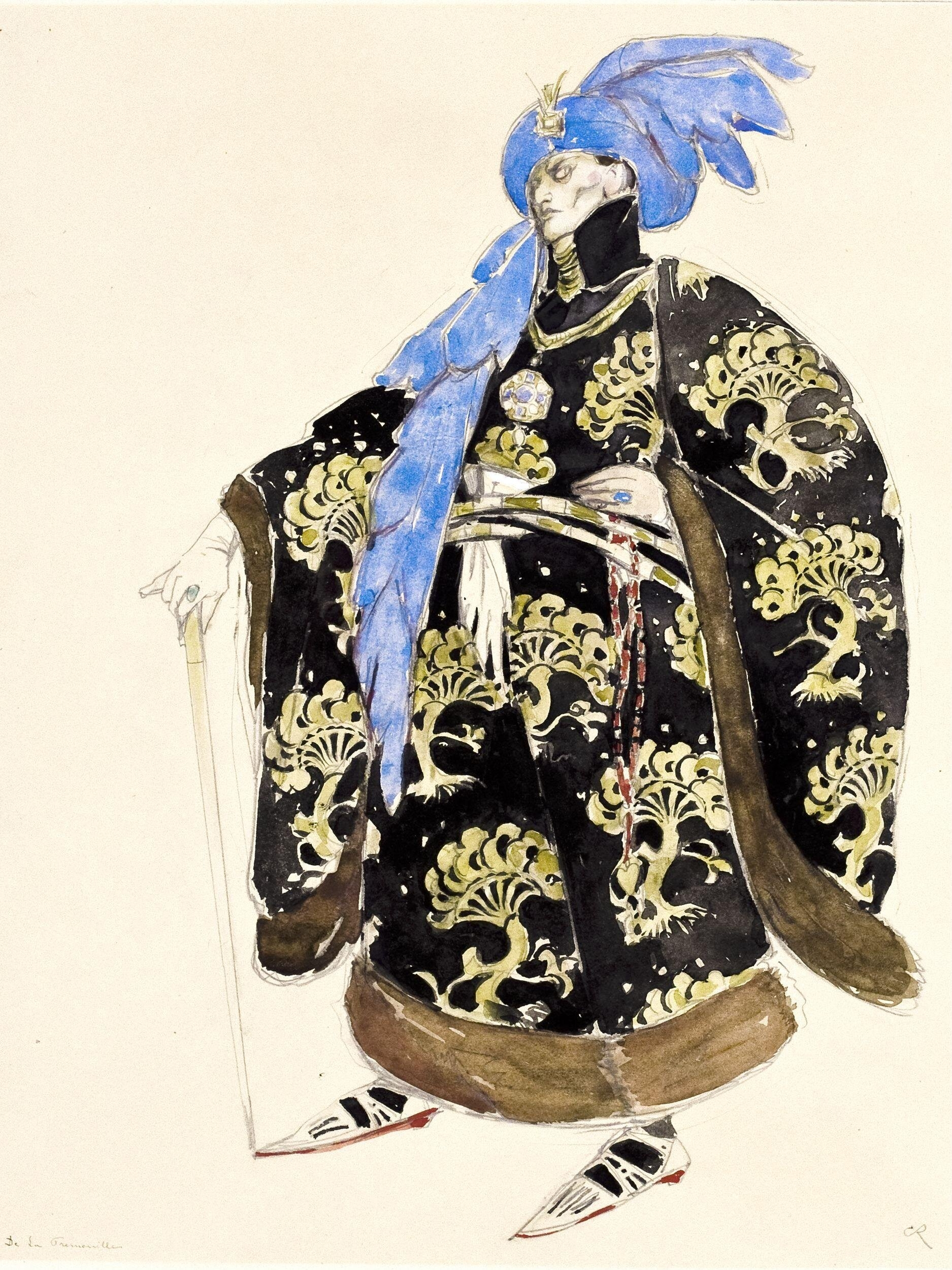
La Trémoille.
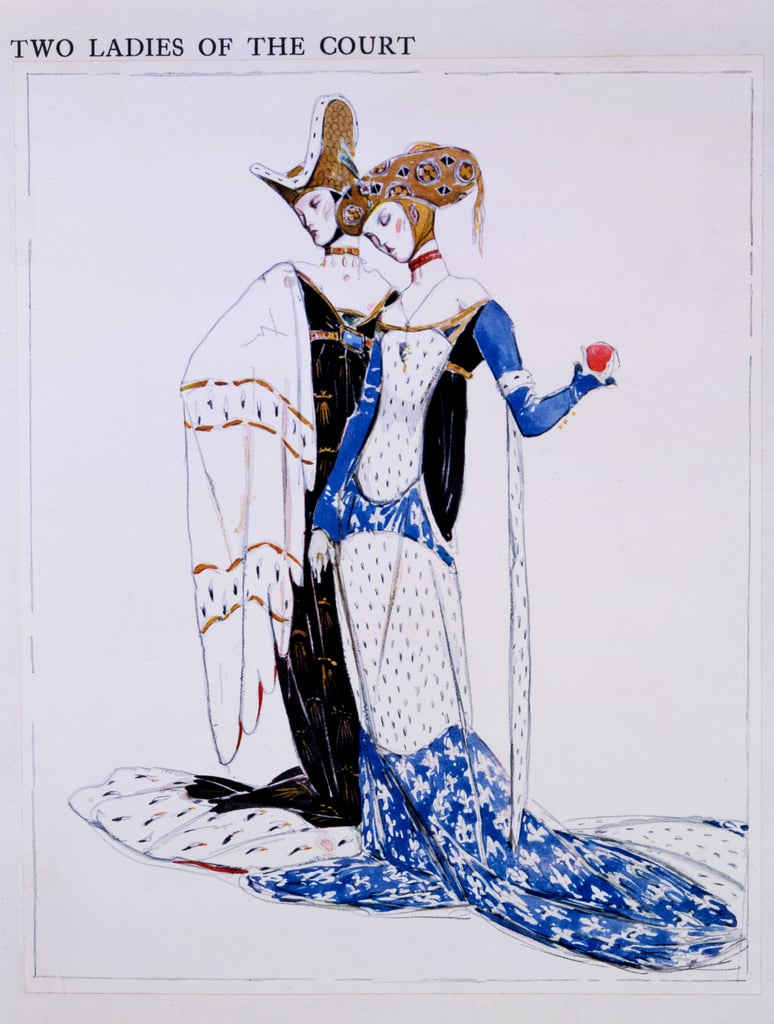
Deux courtisanes.
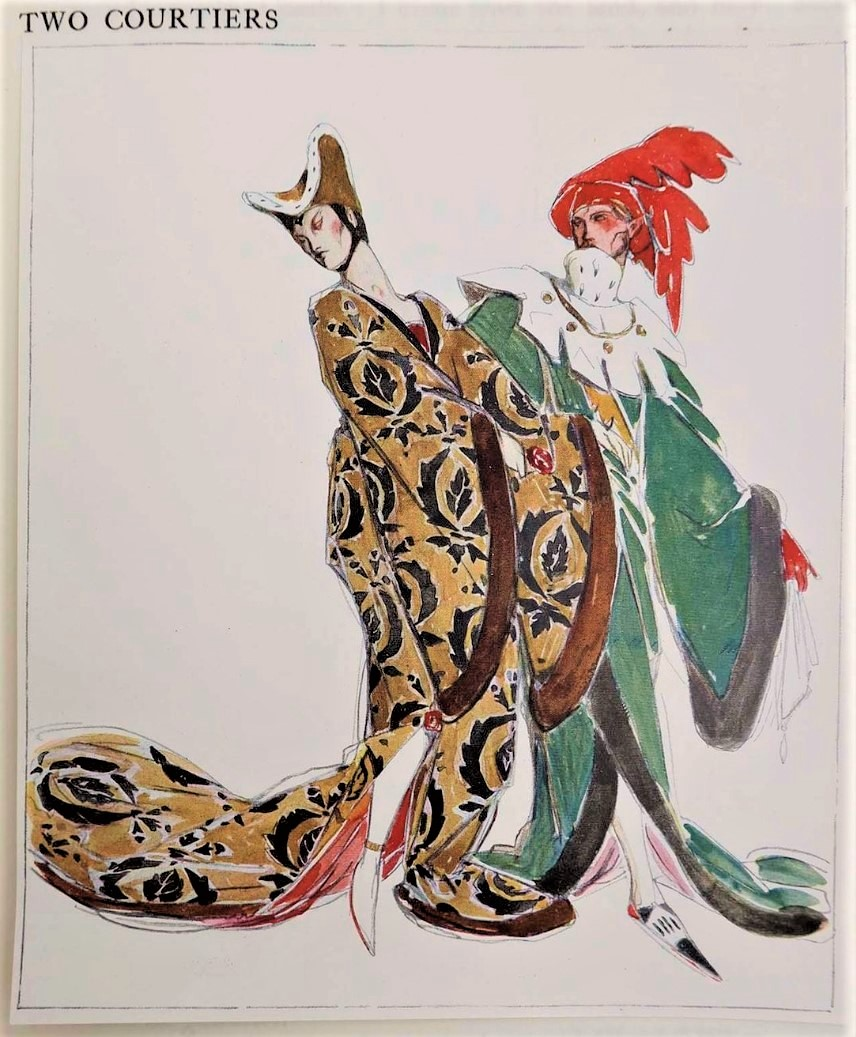
Couple de courtisans.

### Scène 3: Orléans, sur les bords de Loire, le 29 avril 1429
Le vaillant Dunois, bâtard d'Orléans et demi-frère du duc d'Orléans prisonnier en Angleterre depuis Azincourt, commande sans grand espoir l'armée qui doit délivrer la ville mais, jusqu'à présent, n'a subi que des défaites. Il attend Jeanne, dont il espère qu'elle rendra un peu de moral à ses troupes découragées. Mais quand arrive Jeanne, celle-ci lui donne des conseils, et même des ordres, purement militaires.
Dunois renâcle car la manœuvre envisagée, à laquelle il pense depuis longtemps, est impossible à cause du vent qui empêche de traverser la Loire : il a beau prier, rien n'y fait. À peine Jeanne est-elle avertie de l'obstacle que le vent change, ce qui permet le mouvement de l'armée et convertit Dunois : « Le vent a tourné... Dieu a parlé... Commandez l'armée royale !... Je suis votre soldat. » Et tous de courir sus aux godons.

### Scène 4: Dans le campement anglais

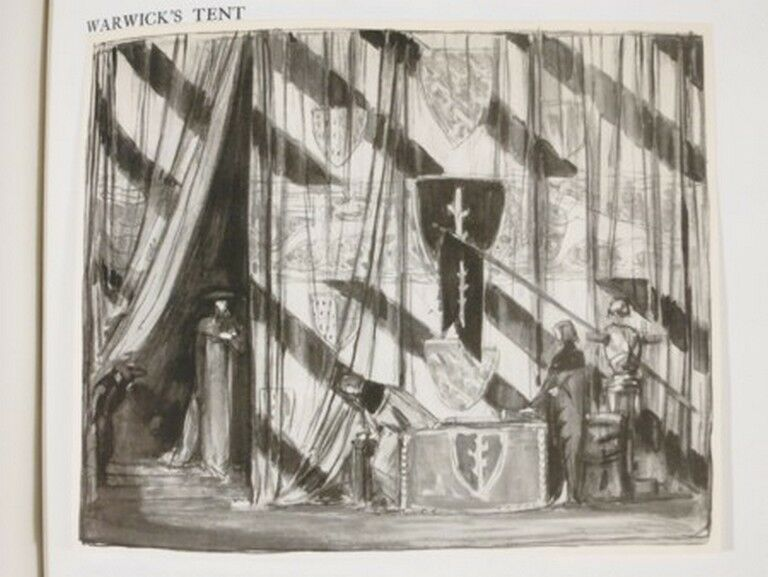
Sous la tente de Warwick. Décor conçu par Charles Ricketts, 1924.

Richard de Beauchamp, comte de Warwick, chef de l'armée anglaise qui vient d'être « battue et rebattue », suit la situation avec un détachement que ne partage pas son chapelain, le très patriote John de Stogumber : « ... par Dieu ! Si ça doit durer encore, je jetterai ma soutane au diable et moi aussi je prendrai les armes et j'étranglerai cette maudite sorcière de mes propres mains. »
Arrive alors Pierre Cauchon, évêque de Beauvais. Bien que voyant les choses de points de vue très différents (celui du comte est évidemment purement politique, il reproche à Jeanne de mettre en danger la noblesse, alors que l'évêque ne pense qu'à l'hérésie), ils finissent, après avoir frôlé la rupture (le comte est bien plus diplomate que l'évêque : le mot traître « n'a pas la même signification en Angleterre qu'en France. Dans votre langue, traître signifie, qui est perfide, infidèle, déloyal. Dans notre pays, ce mot signifie tout bonnement qui n'est pas pleinement dévoué à nos intérêts d'Anglais. »), par faire alliance et se partager les tâches (« Si vous voulez brûler la Protestante, moi je brûlerai la Nationaliste. ») avec l'approbation du chapelain qui n'a rien compris :
« Cette femme refuse à l'Angleterre ses conquêtes légitimes, que Dieu lui a données en vertu de sa capacité spéciale de gouverner pour leur bien les races moins civilisées...[...] Cette femme est une rebelle. [...] Elle se rebelle contre la Nature [...] contre l'Église [...] contre Dieu [...]. Mais toutes ces rébellions ne sont que des excuses pour cacher sa grande rébellion contre l'Angleterre. Cela dépasse tout ce qu'on peut supporter. C'est abominable... Qu'elle périsse ! Qu'on la brûle ! »

### Scène 5: Cathédrale de Reims

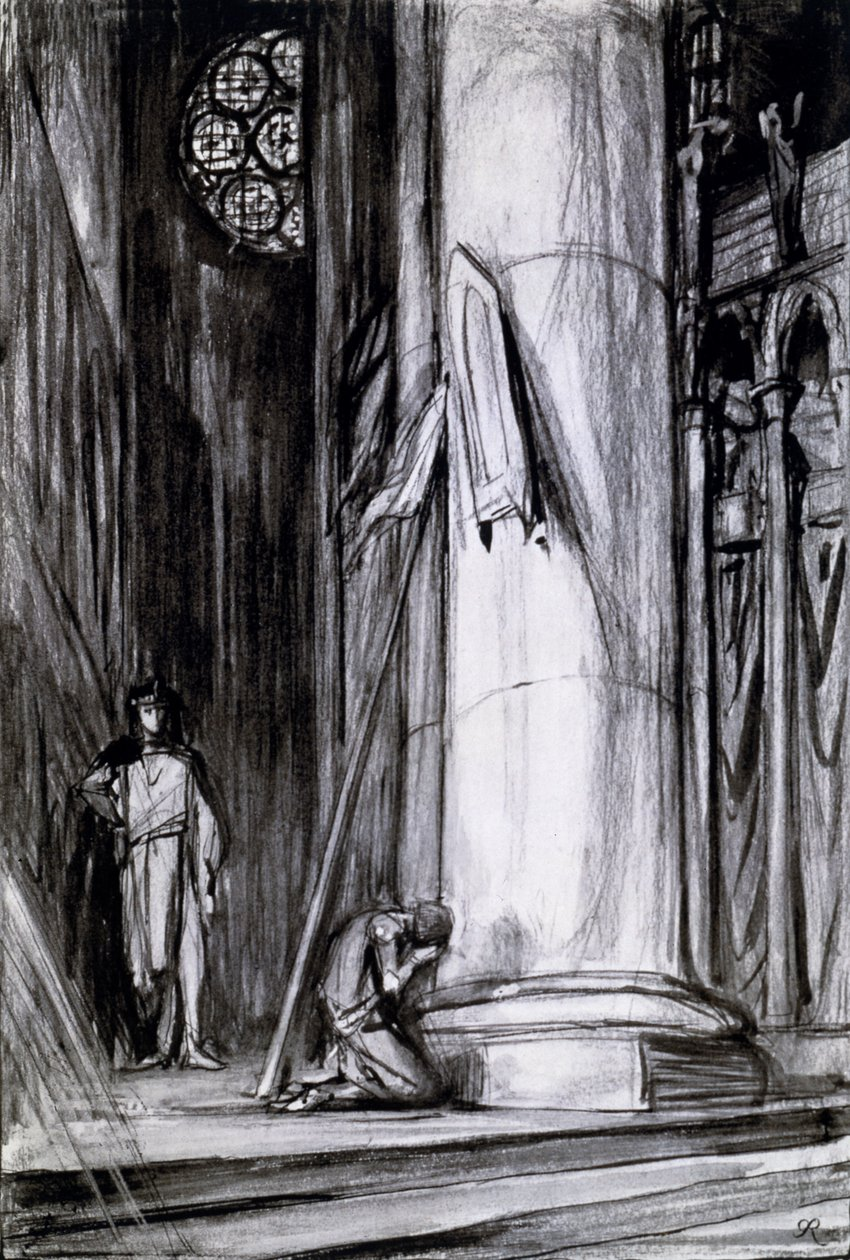
Jeanne dans la cathédrale de Reims, fusain sur papier de Charles Ricketts, vers 1924.

C'est la victoire, Charles vient d'être sacré. Jeanne veut marcher sur Paris et bouter les Anglais hors de toute la France. Mais, à sa grande surprise, tous la désapprouvent. Charles, qui n'a jamais été très belliqueux et n'a plus un sou pour payer l'armée, préférerait négocier avec l'ennemi. L'archevêque l'accuse d'orgueil et de désobéissance et lui refuse sa bénédiction. Dunois lui-même, au nom du réalisme, lui explique que l'armée ne peut faire plus et que, si ses affaires tournent mal, il ne fera rien pour la sauver.
Mais Jeanne, comptant sur le menu peuple, tient tête et décide de marcher sur Paris. Tous la suivent bien malgré eux : « Ah, si seulement elle voulait rester tranquille et retourner chez elle ! »

### Scène 6: Rouen, le 30 mai 1431
Une grande salle du château aménagée pour un jugement. Le comte de Warwick rencontre l'évêque Cauchon et lui fait entendre qu'il trouve le temps long : Jeanne a été capturée depuis neuf mois et rien ne semble avancer. Il est cependant rassuré par les inquisiteurs (dont l'attitude sera toujours assez ambiguë) qui lui expliquent que Jeanne se condamne elle-même par ses réponses aux questions. Puis arrive l'audience. Jeanne commence par se défendre avec vigueur et bon sens, inconsciente du fait qu'elle s'enfonce dans l'hérésie telle que la conçoivent ses juges. Dans un moment d'abattement et suivant le conseil de son avocat, le moine Martin Ladvenu, elle finit par accepter de signer une abjuration qui doit la sauver (ce qui provoque la fureur du chapelain de Warwick, dont les menaces indignent le tribunal). En fait, elle est condamnée à la prison perpétuelle.
À l'énoncé de la sentence, Jeanne a un sursaut et renie son abjuration, ce qui lui vaut une condamnation immédiate et unanime (même son avocat est de la partie !) au bûcher où on l'emmène séance tenante. Restés seuls, Cauchon trouve que certaines formes n'ont pas été respectées mais l'inquisiteur le rassure car « un vice de procédure peut être utile, plus tard » étant donné qu'elle était « parfaitement innocente » (non pas parce qu'elle n'était pas hérétique, mais parce qu'elle n'a rien compris à ce qui se passait), ce qui met quelques doutes dans l'esprit de Cauchon.
Pendant que les juges vont assister à l'exécution, le comte de Warwick vient se réfugier dans le tribunal (il ne supporte pas la vue des exécutions !) où le rejoint son chapelain traumatisé par le spectacle de l'héroïsme de Jeanne sur le bûcher. L'avocat de Jeanne, revenant, confirme à Warwick que tout est matériellement fini mais aussi que « Cela ne fait peut-être que commencer. ». Le bourreau vient enfin assurer Warwick qu'il a bien pris soin de ne laisser aucune relique : « Vous n'entendrez plus jamais parler d'elle. » Mais l'Anglais est moins convaincu : « Plus jamais parler d'elle ? Hum !... Je me le demande. »

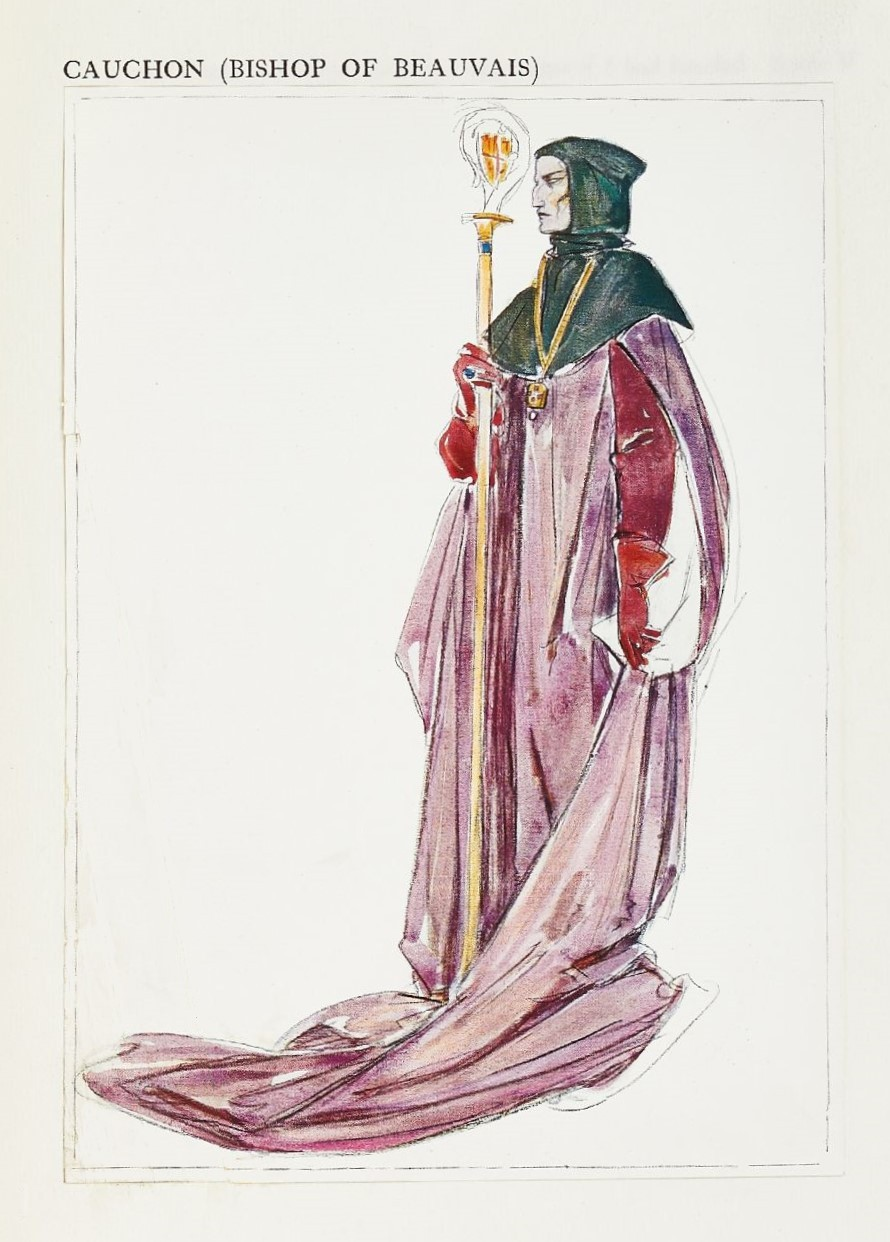
Costume de l'évêque Pierre Cauchon, 1924.
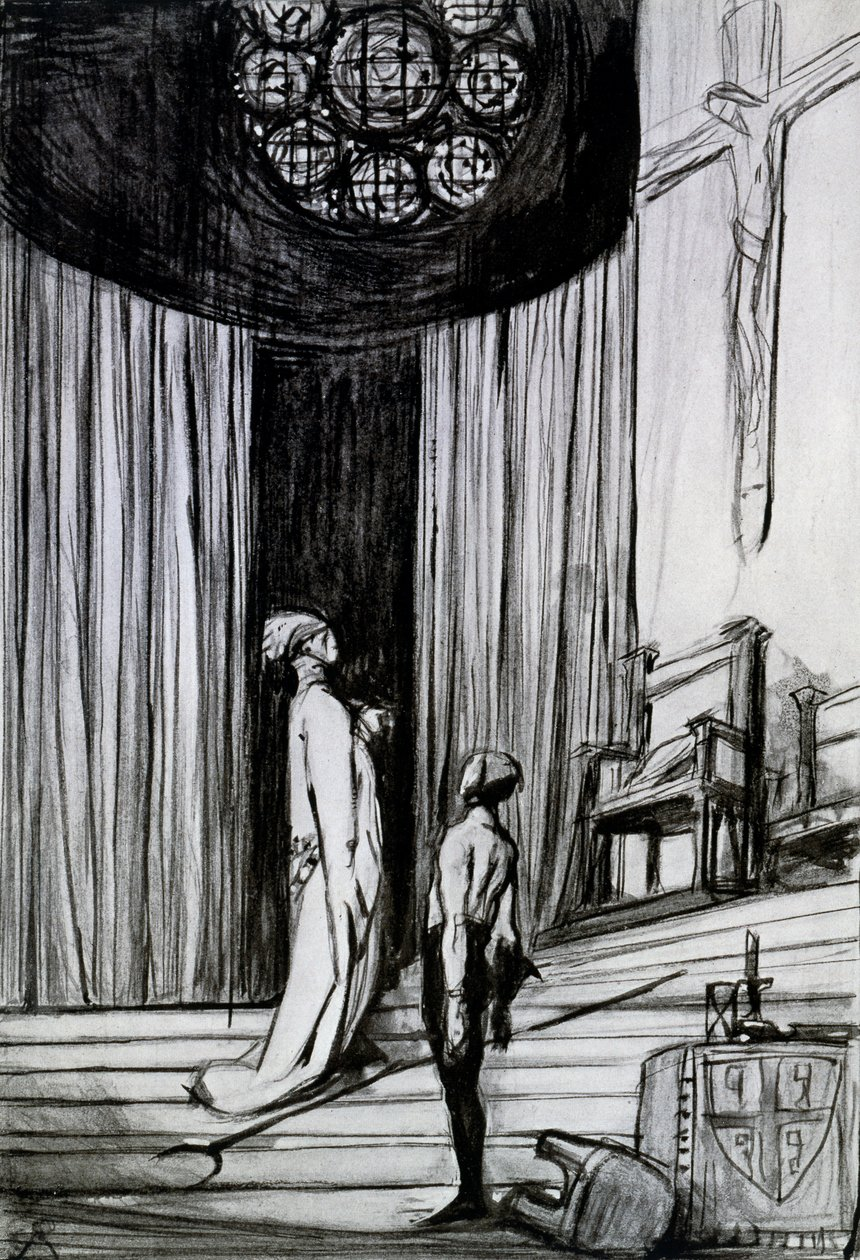
Décor conçu par Charles Ricketts pour la scène entre Warwick et le bourreau, 1924.

### Épilogue: Une nuit de 1456, le roi Charles VII de France dans une chambre d'un de ses châteaux
Charles VII va s'endormir (en fait, il s'est endormi et rêve) quand apparaît Martin Ladvenu qui lui annonce que Jeanne vint d'être réhabilitée lors d'un second procès mais d'une manière assez paradoxale : le procès de condamnation avait été parfaitement juste et régulier, celui de réhabilitation n'a été qu'une parodie, moyennant quoi c'est de lui qu'est venue la justice. Charles est satisfait, on ne pourra plus dire qu'il doit son trône à une sorcière ; si utile que lui ait été Jeanne, elle était parfaitement invivable : elle arrive et il le lui confirme.
Survient alors l'évêque Cauchon, qui n'a eu que des malheurs. Si Jeanne compatit, Charles est moins indulgent : « Oui, c'est toujours vous autres, les hommes honnêtes, qui vous ingéniez à faire les plus grosses bêtises... [...] J'ai fait moins de mal que vous tous... Vous, avec vos têtes dans le ciel, vous passez votre temps à mettre le monde sens dessus dessous. » Dunois vient alors annoncer à Jeanne qu'il a fini par « bouter les Anglais hors de France. » Survient ensuite un soldat anglais qui a droit de quitter l'enfer (qu'il ne trouve pas si désagréable : « Quinze ans de service dans les guerres en France ! Mais l'enfer était une fête après ça ! ») pour avoir donné une croix à une jeune fille sur un bûcher. C'est au tour du chapelain John de Stogumber, qui a été sauvé par son repentir, suivi par le bourreau, qui proclame n'avoir pu tuer Jeanne. Il ne reste plus au comte de Warwick qu'à s'excuser en badinant : « L'affaire du bûcher était purement politique, absolument sans animosité personnelle, je vous assure. » et même à avancer que Jeanne lui doit sa gloire : « ... Quand on aura fait de vous une sainte, c'est à moi que vous devrez votre auréole... ».
En effet, un homme « d'aspect clérical, vêtu... à la mode de 1920 » vient lire à tous le décret de canonisation de Jeanne. Tous se jettent à genoux devant Jeanne et chantent ses louanges. Jeanne envisage alors de revenir sur terre. Aussitôt tous se relèvent, confirment leur attitude passée et disparaissent, Charles finit son rêve et le soldat retourne en enfer. Restée seule, Jeanne désespère de voir le Bien régner un jour sur la terre : « Dans combien de temps, Seigneur, dans combien de temps ? »

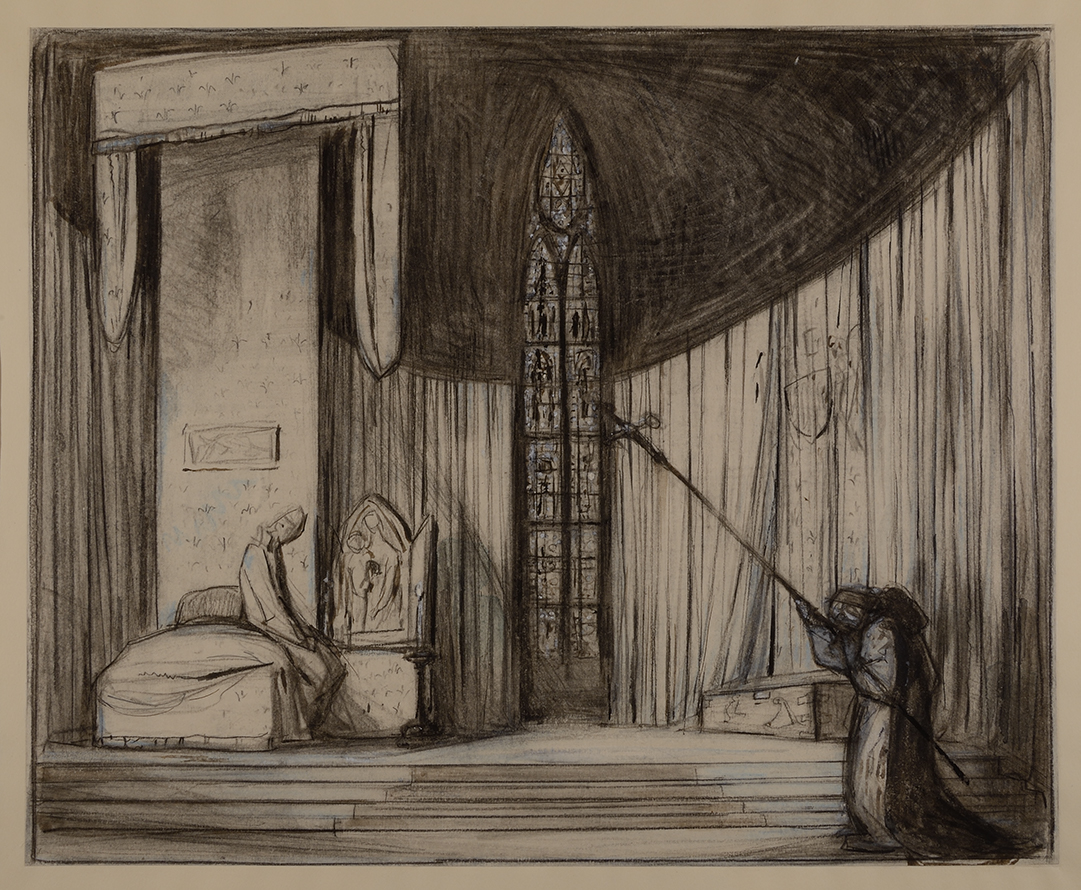
Décor conçu par Charles Ricketts pour l'épilogue, 1924.
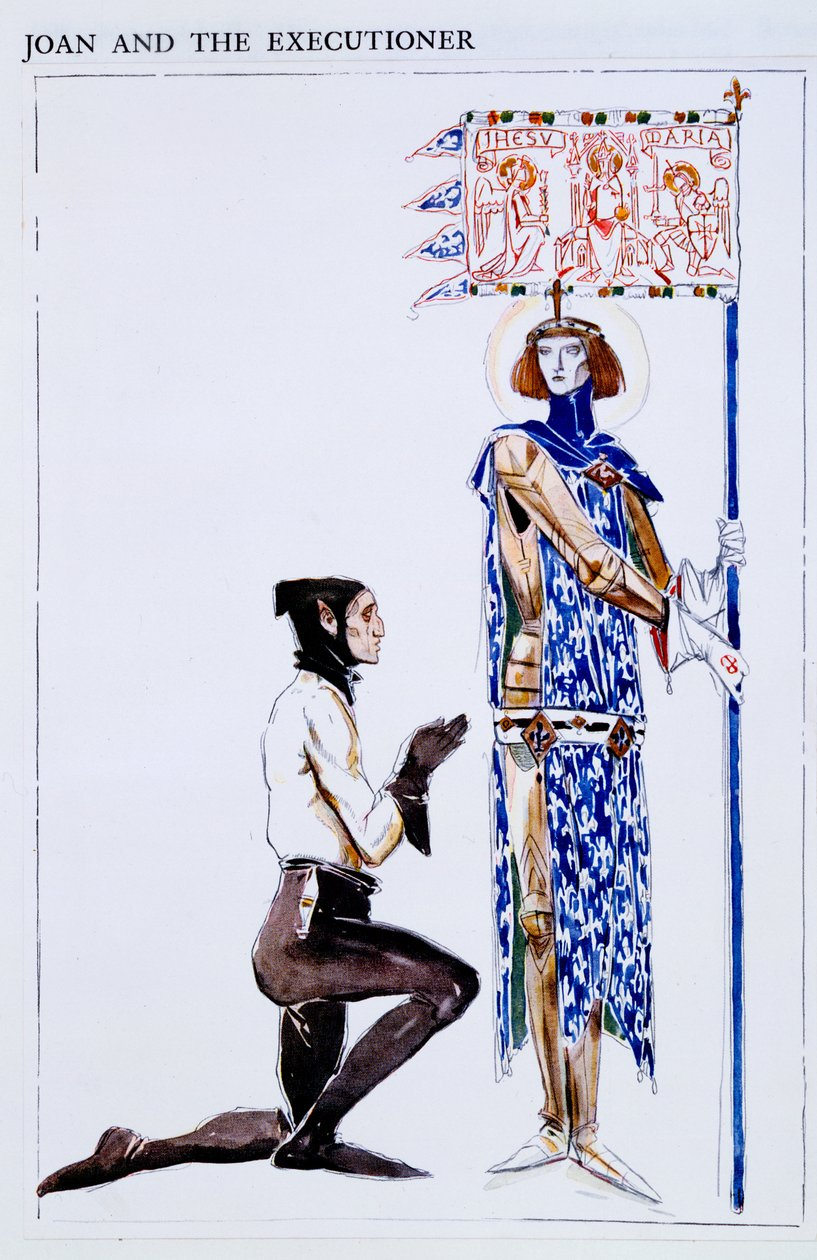
Costumes de Jeanne d'Arc et du bourreau durant l'épilogue, 1924.

## Les personnages
- L'Intendant
- Jeanne
- Bertrand de Poulengy
- L'Archevêque de Reims
- La Trémouille, grand chambellan
- Le page du Dauphin
- Gilles de Rais, Barbe-Bleue
- Le Capitaine La Hire
- Le Dauphin (plus tard Charles VII)
- Dame de la Trémouille
- Dunois, Bâtard d'Orléans
- Le page de Dunois.

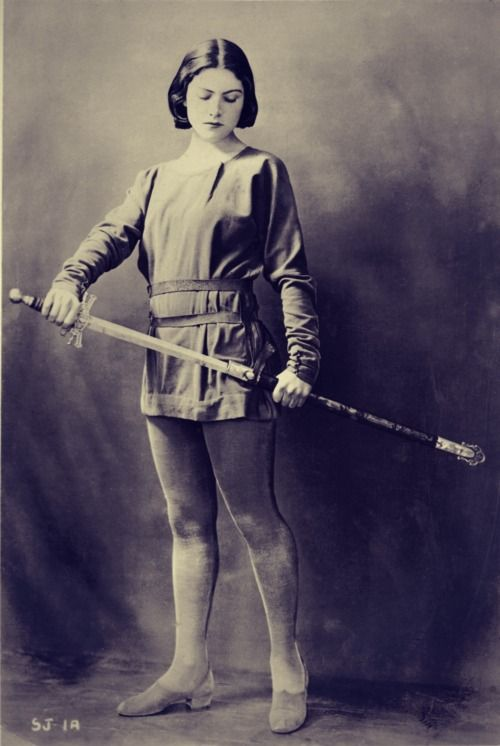
L'actrice américaine Winifred Lenihan interprète le rôle-titre lors de la première au Garrick Theatre,
le 28 décembre 1923.

- Richard de Beauchamp, comte de Warwick
- Le Chapelain John de Stogumber
- Le page de Warwick
- Pierre Cauchon, évêque de Beauvais
- L'Inquisiteur
- D'Estivet, chanoine de Bayeux
- De Courcelles, chanoine de Paris
- Le Frère Martin Ladvenu
- Le Bourreau
- Un soldat anglais
- Un monsieur
- Dames de la cour
- Courtisans, moines, soldats, etc.

## Éditions
- Bernard Shaw (trad. de l'anglais par Augustin et Henriette Hamon), Sainte Jeanne. Chronique en six scènes et un épilogue [« Saint Joan »], Paris, Calmann-Lévy, 1925, CVII-239 p.Précédé de la préface à Sainte Jeanne écrite par l'auteur à Ayot St Lawrence en mai 1924.
- Bernard Shaw (trad. de l'anglais par Anika Scherrer), Sainte Jeanne [« Saint Joan »], Paris, L'Arche, coll. « Scène ouverte », 1992, 222 p. (ISBN 9782851818065).

## Voi aussi